# Kage gari
Pour plus de détails, voir Fiche technique et Distribution.
 Kage gari (影狩り), est un film de jidaigeki japonais, réalisé par Toshio Masuda sorti en 1972. C'est l’adaptation du manga homonyme de Takao Saitō. 

## Synopsis
Le shogunat Tokugawa, qui était en difficulté financière, envoya des ninjas et des espions dans divers endroits pour rechercher des actes illégaux afin de démolir le daimyo de chaque endroit. À cette époque, il y avait trois tueurs à gages spécialisés dans le meurtre d'espions envoyés par le shogunat Tokugawa,.

## Fiche technique
- Titre original : Kage gari (影狩り?)
- Réalisation : Toshio Masuda
- Scénario : Kaneo Ikegami, d'après le manga Kage gari de Takao Saitō
- Photographie : Mitsuji Kanau (ja)
- Montage : Shirō Watanabe
- Musique : Kenjirō Hirose (ja)
- Décors : Masayoshi Kobayashi
- Société de production : Ishihara Promotion
- Société de distribution : Tōhō
- Pays d'origine :  Japon
- Langue originale : japonais
- Genres : jidaigeki - chanbara
- Durée : 90 minutes[3]
- Date de sortie :
  - Japon : 10 juin 1972[3]

## Distribution
- Yūjirō Ishihara : Muroto Jubei
- Ryōhei Uchida : Nikkō (Sunlight)
- Mikio Narita : Geikkō (Moonlight)
- Ruriko Asaoka : Chitose
- Isao Tamagawa (ja) : Shōji Sukejuro
- Kōjirō Kusanagi (ja) : Jinma Senjuro
- Shinjirō Ehara (ja) : Kosaka Kurando
- Tetsurō Tanba : Tanuma Ogitsugu
- Shunsuke Kariya (ja) : Koroku
- Ryūtarō Tatsumi : Makino Zushu

## Autour du film
- La suite du film, Kage gari hoero taihō, est sortie sur les écrans japonais le 10 octobre 1972